# شاهزاده‌نشین تئودورو
شاهزاده‌نشین تئودورو (به یونانی: Αὐθεντία πόλεως Θεοδωροῦς καὶ παραθαλασσίας)، همچنین شناخته شده به عنوان گوتیه (در یونانی: Γοτθία) یا شاهزاده‌نشین تئودورو-مانگوپ،  یک پادشاهی یونانی کوینه‌زبان بود که در جنوب غربی کریمه وجود داشت. این کشور نمایانگر بازمانده‌های نهایی امپراتوری روم شرقی و آخرین اثر وجود سرزمینی گوت‌های کریمه تا زمان تسخیر توسط امپراتوری عثمانی توسط قدیک پاشای آلبانیایی عثمانی در سال ۱۴۷۵ بود. پایتخت آن منگوپ بود که گاهی اوقات تئودورو نیز نامیده می‌شد. این دولت از نزدیک با امپراتوری ترابوزان متحد بود.

## تاریخ
در اواخر قرن دوازدهم شبه جزیره کریمه از امپراتوری بیزانس جدا شده بود، اما بلافاصله پس از غارت قسطنطنیه در سال ۱۲۰۴، بخشهایی از آن در ترابزونی پراتیا گنجانده شد.  این وابستگی هرگز بسیار شدید نبود و سرانجام مغولان متجاوز جایگزین آن شدند،  که در سال ۱۲۳۸ به شبه جزیره ریختند و شرق آن را اشغال کردند و با نیمه غربی، از جمله گوتیا را مجبور به پرداخت خراج کردند.  به غیر از ادای خراج، نفوذ آن‌ها محدود بود و امور اداری در اختیار بومیان بود. 
اولین بار از شاهنشاهی گوتیا در اوایل قرن ۱۴ یاد شده‌است. اولین تاریخ ارائه شده توسط مورخ پسابیزانسی تئودور اسپاندونس، که سابقه وجود «شاهزاده گوتیه» را در دوران سلطنت آندرونیکوس سوم (۱۳۲۸–۱۳۴۱) ثبت کرده‌است. . ارجاعات بیشتر در طول قرن ۱۴ اتفاق می‌افتد و چندین دانشمند با نام «دیمیتری»، یکی از سه شاهزاده تاتار در جنگ آب‌های آبی (حدود ۱۳۶۲) را با یک شاهزاده گوتیه شناسایی کردند. نام «تئودورو» (به شکل خراب شده Θεοδωραω) برای نخستین بار در یک سنگ‌نوشته یونانی که مربوط به سال ۱۳۶۱ میلادی است، و سپس دوباره به عنوان «تئودورو مگناپ» در یک سند جنوایی در سال ۱۳۷۴ اشاره شده‌است. منشأ آن هر چه باشد، این نام ماندگار شد. در دهه ۱۴۲۰ عنوان رسمی شاهزاده با عنوان «ارباب شهر تئودورو و مناطق دریایی» (αὐθέντης πόλεως Θεοδωροῦς καὶ παραθαλασσίας) یاد می‌شد، در حالی که به‌طور عامیانه توسط ساکنان از آن به عنوان «تئودوریتسی» (Θεοδωρίτσι، «تئودوروی کوچک») نامیده می‌شد.
در سال ۱۳۹۵ فرمانده جنگی تیمور به شبه‌جزیره کریمه حمله کرد و چندین شهر از جمله تئودورو، پایتخت گوتیه را ویران کرد.  پس از مرگ وی در سال ۱۴۰۴، گوتیه به یکی از مهمترین قدرت‌های دریای سیاه تبدیل شد و از یک دوره بی‌ثباتی جمهوری جنوا و بی‌توجهی به مستعمرات دریای سیاه، و همچنین ظهور خانات کریمه سود برد. در سال ۱۴۳۲، گوتیه به دلیل وعده‌ای مبنی بر اجازه دسترسی گوتیه به دریا، در برابر جنوا جانب ونیز را گرفت. 

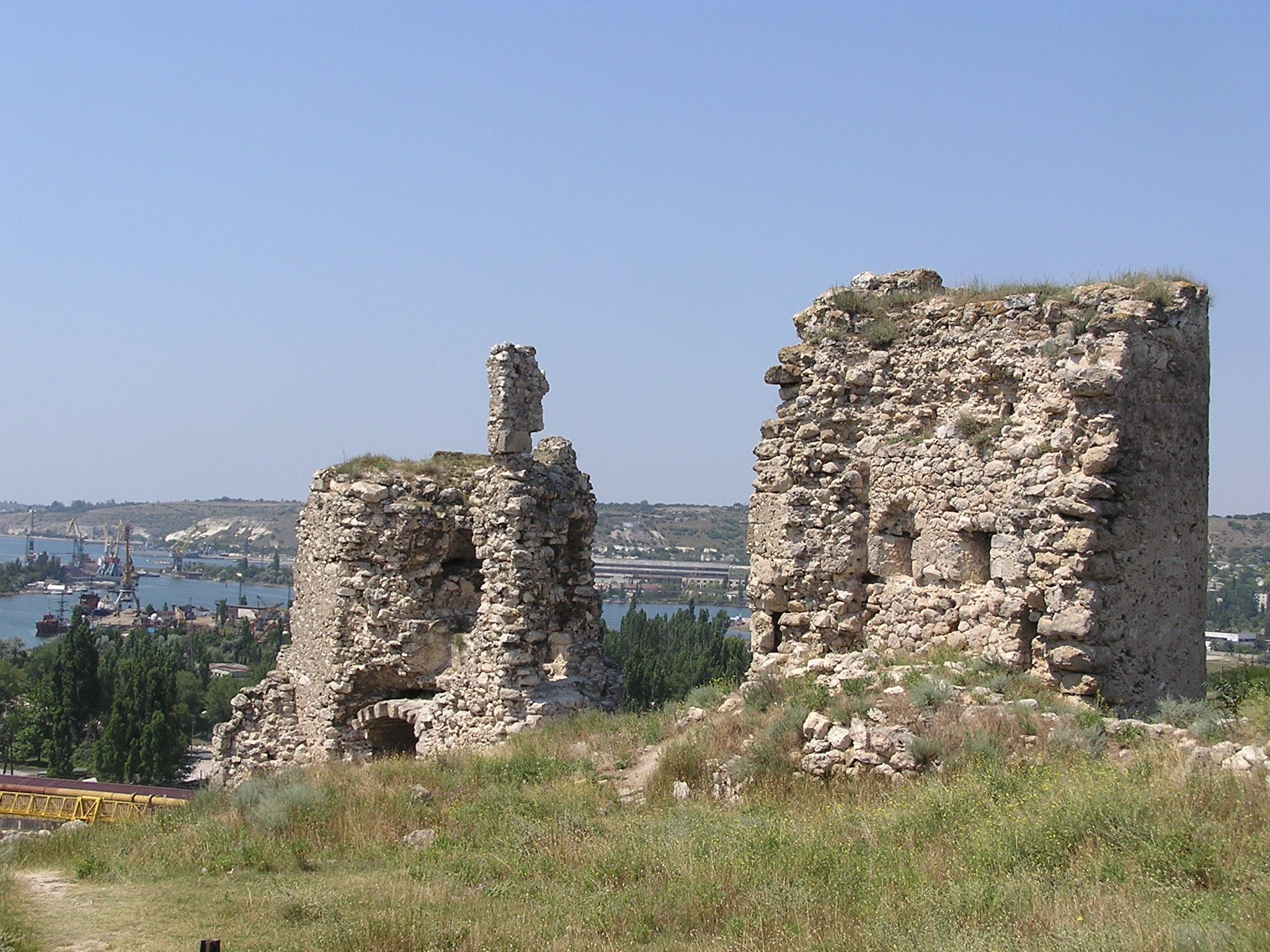
قلعه کالامیتا

این شاهزاده‌نشین با اردوی زرین در شمال خود دارای روابط صلح‌آمیز بود، و هر ساله به عنوان پاداش خراج ادای احترام می‌کرد، اما به دلیل دسترسی به سواحل و تجارت از طریق بندرهای کریمه، با مستعمرات گناریای جنوا در جنوب درگیر بود. یک نوار باریک از سرزمین ساحلی از یامبولی (بالاکلاوا) در غرب به آلستون (آلوشتا) در شرق ابتدا بخشی از پادشاهی به زودی تحت کنترل جنوایی‌ها قرار گرفت. یونانیان محلی این منطقه را پاراتالاسیا (به یونانی: Παραθαλασσια، «ساحل دریا») خطاب می‌کردند، در حالی که تحت حکومت جنوسیان به دریاسالارنشین گوتیه معروف بود. تئودورویی‌ها پس از اینکه بندرگاه‌های خود را در ساحل جنوبی از دست دادند، بندر جدیدی به نام آولیتا در دهانه رودخانه چرنایا ساختند و آن را با قلعه کالاماتا (اینکرمان امروزی) مستحکم کردند.

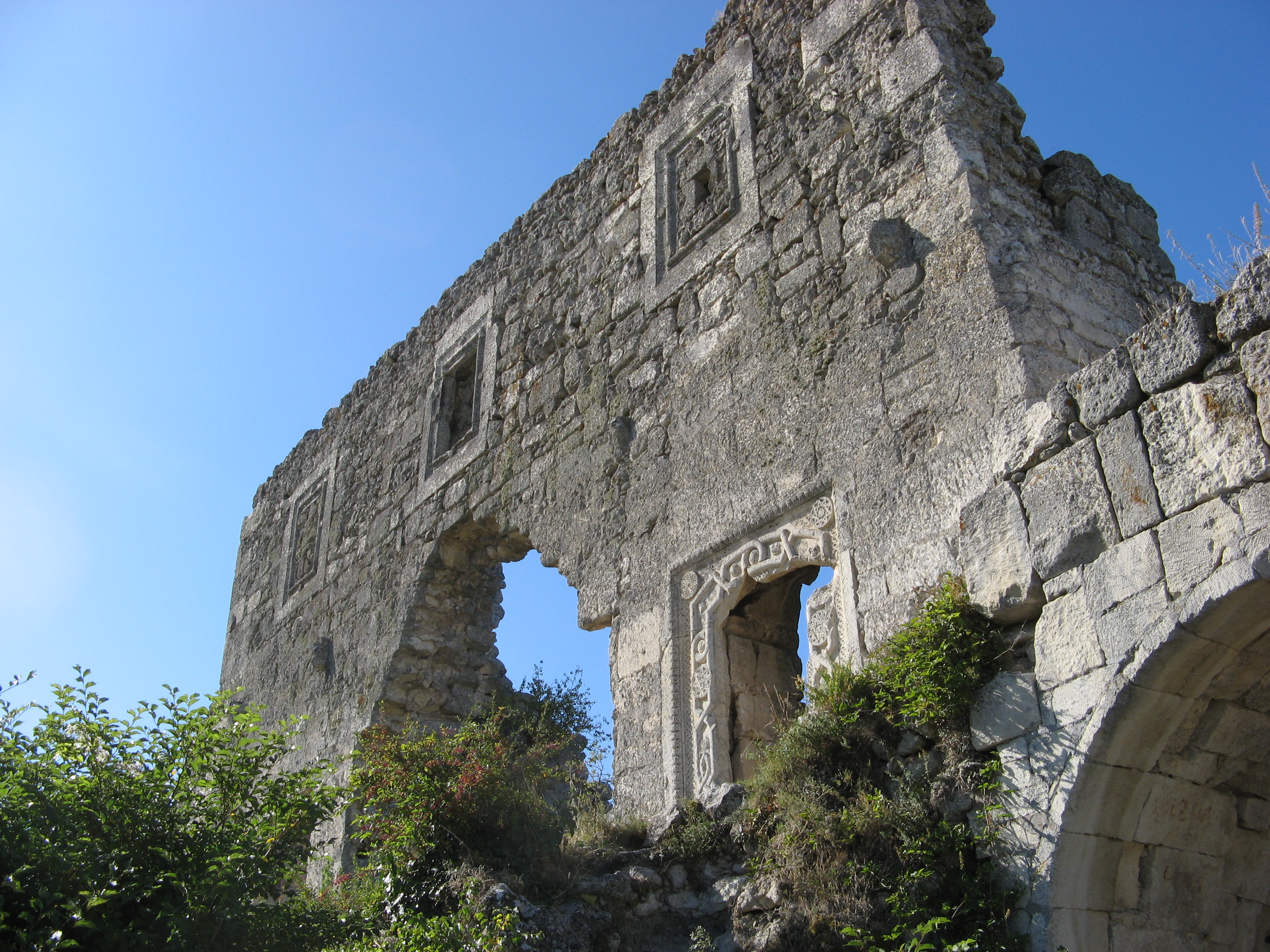
قلعه مانگوپ دونجون

در طی سال ۱۳۷۴، به نظر می‌رسید که مردم فئودوسیا در آستانه عصیان و شورش قرار گرفته‌اند. اسناد رسمی مربوط به آن سال خسارت وارده به مالکان و کشاورزان گوتی یا آتش زدن ساختمان‌ها در مناطق مرزی آلوشتا و سمبلو را نشان می‌دهد. شاهزاده در آن زمان، آیزاک، از ترس جنگ با فئودوسیا شکایتی رسمی به جنوایی‌ها ارائه داد. در ۶ ژوئن ۱۴۷۵، فرمانده آلبانیایی عثمانی گدیک احمد پاشا پس از پنج روز محاصره فئودوسیا را فتح کرد.

## فرهنگ

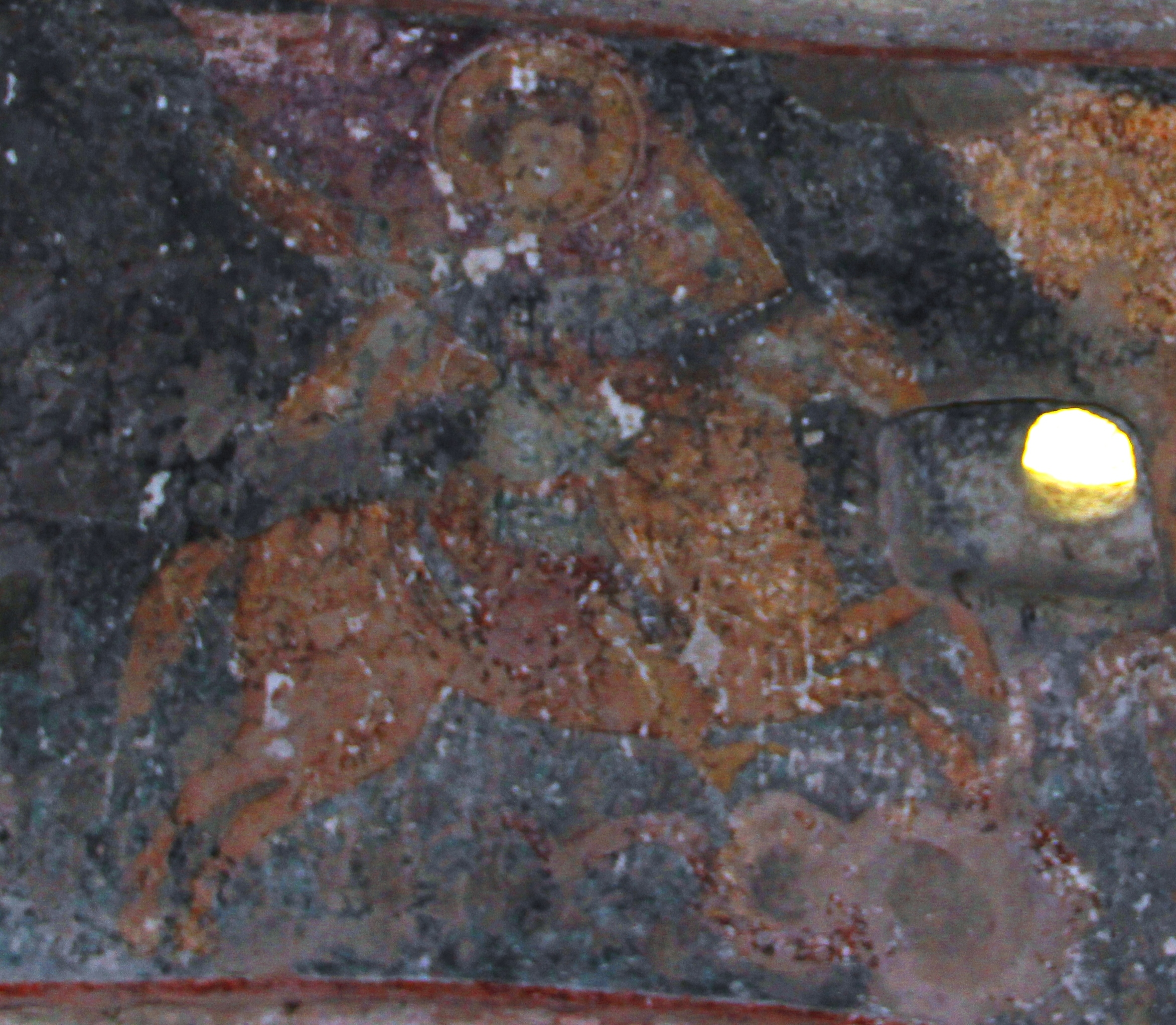
نقاشی دیواری از اسکی کرمن که جرجیس را نشان می‌دهد که اژدها می‌کشد (قرن‌های ۱۳–۱۴)

جمعیت گوتیه ترکیبی از یونانی‌ها، گوت‌های کریمه، الانان، چرکس‌ها، بلغارها، کومان‌ها، قبچاق‌ها و سایر اقوام بود که بیشتر آنها پیرو مسیحیت ارتدکس و یونانی‌زبان بودند. زبان رسمی شاهنشاهی یونانی بود.
تأثیرات مختلف فرهنگی را می‌توان در گوتیه یافت: معماری و نقاشی‌های دیواری مسیحی آن اساساً بیزانسی بوده‌است، اگرچه برخی از قلعه‌های آن نیز یک شخصیت محلی و همچنین جنوایی را نشان می‌دهد. تخته سنگ‌های مرمر منقوش موجود در منطقه با مخلوطی از عناصر تزئینی بیزانسی، ایتالیایی و تاتاری تزئین شده‌است. 
در سال ۱۹۰۱، یک سنگ‌نوشته یونانی در شهر مانگوپ کشف شد. این سنگ‌نوشته نشان می‌دهد که در سال ۱۵۰۳، تقریباً سی سال پس از تسخیر ترک‌ها، ساکنان منکوپ هنوز به زبان یونانی صحبت می‌کردند. این شهر تحت قدرت یک فرماندار ترک بود.